# 舊聖保羅座堂
舊聖保羅座堂（英語：Old St Paul's Cathedral）是中世紀時期位於倫敦市的一座教堂，修建於1087年至1314年期間，是拉得蓋特山的第四座教堂。教堂的修建工作耗時200年以上，是當時世界最長的和最高的教堂之一。16世紀時期，教堂已經嚴重老化。1666年，教堂先被雷擊摧毀了中央尖塔，後毀於倫敦大火。之後倫敦修建了新的聖保羅座堂。

## 外部連結
- Official website （页面存档备份，存于）, with history of Old St Paul's
- Virtual St Paul's Cathedral Project （页面存档备份，存于）